# فرایند پیتمن–یور
فرایند پیتمن یور 
,
در علم آمار یک فرایند تصادفی است که با PY(d, θ, G0) نشان داده می‌شود. این فرایند در حقیقت یک تعمیم از فرایند دیریکله است برای مدل سازی توزیع‌هایی که کاهش نمایی در دنباله توزیع هایشان داند، مناسب است.